# Верхня Постникова
Верхня По́стникова (рос. Верхняя Постникова) — присілок у складі Верхотурського міського округу Свердловської області.
Населення — 1 особа (2010, 3 у 2002).
Національний склад населення станом на 2002 рік: росіяни — 100 %.